# Ready-made

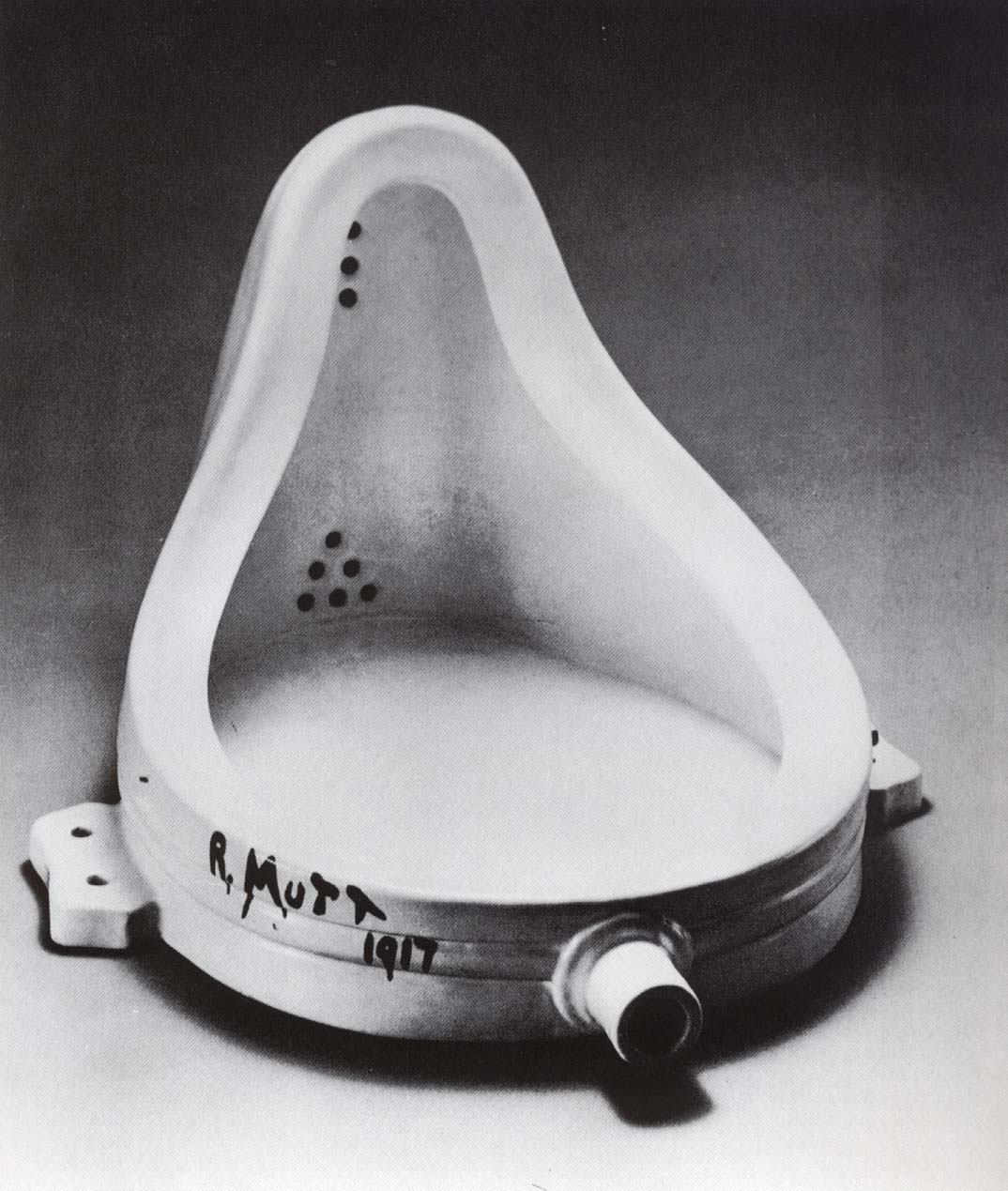
Duchamp, Fontanna

Ready-made (fr. objet trouvé, gotowy przedmiot) – pojęcie z dziedziny sztuki, opisujące przedmiot stanowiący dzieło sztuki lub będący częścią dzieła sztuki, który został utworzony z przedmiotu codziennego użytku lub z odpadków. Użycie takiego przedmiotu w kontekście innym niż ten, do którego został przeznaczony, nadaje mu inny sens.
Termin wprowadzony przez Marcela Duchampa. Pierwszym ready-made było Koło rowerowe – odwrócone koło przytwierdzone do stołka, które Duchamp przedstawił w 1913 r. Praca ta miała charakter interaktywny, ponieważ odbiorca mógł wejść z nią w relację poprzez poruszanie kołem. Suszarka do butelek (1914 r.) – stojak do suszenia butelek podpisany przez Duchampa jest uznawany za pierwszy "prawdziwy" ready-made. 
Natomiast najgłośniejszym ready-made była Fontanna – typowy, ceramiczny pisuar podpisany przez artystę nazwiskiem rzekomego producenta urządzeń sanitarnych R. Mutta. Pisuar został obrócony o 90 stopni, tak więc powierzchnia, którą zazwyczaj jest przytwierdzony do ściany, stała się podstawą rzeźby. Fontanna została zaprezentowana na wystawie Salonu Artystów Niezależnych w Nowym Jorku w 1917 r. Pracę uznano za niewartościową i naruszającą granicę dobrego smaku. Z tego powodu Fontannę zdjęto z ekspozycji. Jednak jak się później okazało, zaprezentowanie pisuaru jako dzieła sztuki stało się jednym z bardziej radykalnych przełomów w sztuce. 

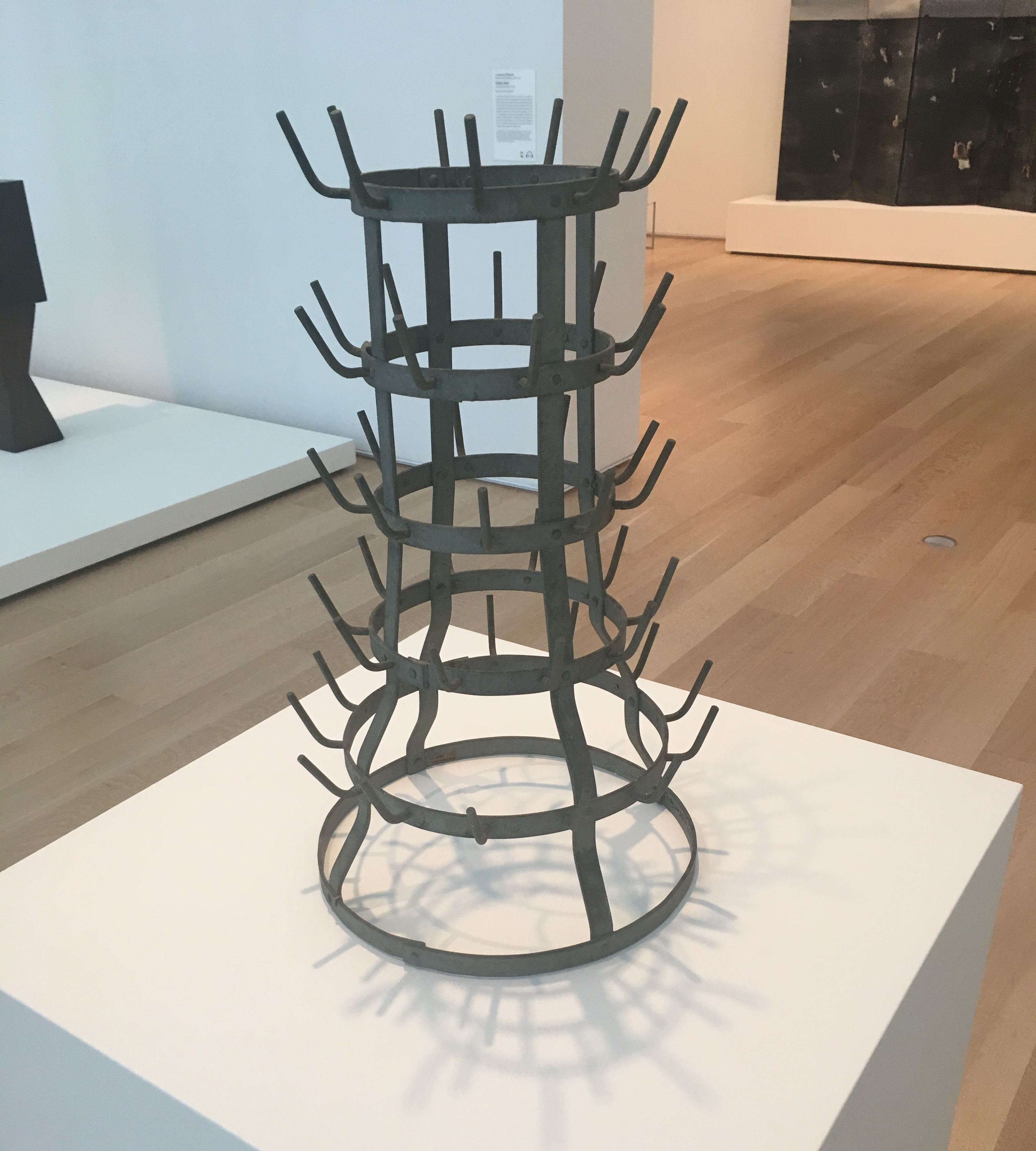
Replika Suszarki do butelek (1914), Art Institute of Chicago

W 1919 r. Duchamp sparodiował Mona Lisę poprzez dorysowanie na płótnie wąsika i bródki. Pod całością umieścił napis: L.H.O.O.Q., jako zabawę fonetyczną (litery przeczytane szybko po francusku tworzą brzmienie zbliżone do brzmienia zdania Elle a chaud au cul, co można przetłumaczyć jako Ona ma gorącą dupę). 
Duchamp przedstawił zupełnie inny punkt widzenia, wynikający z krytyki dotychczasowej sztuki, bazującej na atrakcyjności wizualnej. Duchamp i jego ready-mades zostały przyjęte przez artystów, którzy tworzyli dadaizm od 1916 do 1920 r. Duchamp stał się głównym rzecznikiem dadaizmu w Stanach Zjednoczonych. Ready-made stanowiły podwaliny ruchu pop-art z lat 50. i 60. XX w., który skupiał się na kulturze masowej i jej produktach. Ready-mades miały również wpływ na sztukę konceptualną.